# Barbie: Syrenkolandia
Barbie Syrenkolandia (ang. Barbie: Mermaidia) – druga z kolei część przygód Eliny (w tej roli Barbie), wróżki mieszkającej na Magicznej Łące we Wróżkolandii. Film wyprodukowano w 2006 roku.

## Opis fabuły
Elina wyrusza do krainy Syrenkolandii, aby ocalić swojego przyjaciela Nalu, księcia syren. Książę został porwany, gdyż chciał dowiedzieć się czym jest antymagiczny owoc, który uczyni Lavernę najpotężniejszą wróżką całej Wróżkolandii - potężniejszą nawet od samej Czarodziejki. Elina musi powstrzymać porywaczy, ale sama nie zdoła tego zrobić. Musi poprosić o pomoc Nori, upartą syrenkę, która nie lubi obcych i nie chce mieć nic do czynienia z Eliną. Przekonanie Nori nie będzie proste, ale przed Eliną jest jeszcze wiele trudnych zadań. Ocalenie Nalu może wymagać absolutnego poświęcenia: utratę skrzydeł. Jednak decyduje się na to, aby pomóc Nori. Potem odnajdują anty-magiczny owoc i ratują Nalu, jednak grzybiaki posiadają truciznę, która może zniszczyć Syrenkolandię. Grzybiaki zdobywają owoc, ale okazuje się, że to podróbka, a Elina odzyskuje skrzydła i wraca do domu.

## Obsada
- Kelly Sheridan - Elina
- Lee Tockar - Bible
- Alekssandro Juliani - Nalu
- Chiara Zanni - Nori
- Kathleen Barr - Laverna
- Venus Terzo - Azura

## Wersja polska
- Beata Wyrąbkiewicz – Elina
- Jacek Kopczyński – Książę Nalu
- Joanna Węgrzynowska – Nori
- Brygida Turowska – Laverna
- Agnieszka Kunikowska – Azura